# Ромен, Адриан ван
Адриан ван Ромен (нидерл. Adriaen van Roomen) или Адрианус Романус (лат. Adrianus Romanus; 29 сентября 1561 года, Лёвен — 4 мая 1615 года, Майнц) — южнонидерландский математик.

## Учёная деятельность
Изучал медицину и математические науки, сначала в Лёвенском университете, где получил степень доктора, зате в Кёльне и в Италии. В 1586 г. жил в Берлине, затем был вызван на родину для занятия профессорской кафедры в Лёвенском университете; преподавал медицину и математику.
Главными предметами его учёных работ были геометрия и тригонометрия. Первые результаты его работ изложены в сочинении «Ideae mathematicae pars prima, sive methodus polygonorum» (Антверпен, 1593) о правильных многоугольниках и выражениях величины их сторон в дробных частях диаметров кругов как описанных, так и вписанных. Тем же путём он достиг определения в выражении π первых 16 десятичных знаков, то есть точности, до которой не доходил ни один из предшественников Роомена. В своих исследованиях пришёл к открытию формул, выражающих синус и косинус какого-нибудь угла при посредстве синуса и косинуса n-й части того же самого угла.
По обычаю того времени, вместо того, чтобы прямо сообщить учёному миру своё открытие, он представил его в виде предложенной им в 1593 году математикам задачи с уравнением 45-й степени. Французский математик Виет изложил своё решение задачи ван Ромена в статье «Responsum ad problema quod omnibus mathematicis totius orbis construendum proposuit Adrianus Romanus» (Vietae, «Opera mathematica»), напечатанной в 1594 г.
Виет, со своей стороны, предложил ван Ромену задачу: построить круг, касательный к трём данным кругам. Ван Ромен решил её с помощью пересечения двух гипербол. Тем же вопросам ван Ромена было посвящено и его вышедшее в 1597 г. в Вюрцбурге полемическое сочинение «In Archimedis circuli dimensionem expositio et analysis» (в большой лист, 112 стр.).
Собственно тригонометрии ван Ромен посвятил два сочинения:
- элементарный трактат сферической тригонометрии, составляющий начальную часть сочинения «Speculum astronomicum» (Лёвен, 1606);
- «Canon triangulorum sphaericorum, brevissimus simul ac facillimus» (Майнц, 1609).

Во втором сочинении подводил сферическую тригонометрию к нескольким простым принципам, которые можно было бы легко усвоить и легко подвергать вычислениям. Ему удалось в своей книге свести все 28 отдельных случаев, рассматривавшихся его предшественниками, к шести задачам, из которых все другие выводились как частные случаи.
С 1594 по 1604 гг. был профессором в вюрцбургском университете. В 1606 г. стал каноником церкви св. Иоанна. В 1610 г. переселился в Польшу из-за предложения состоять при польском королевском дворе: Ян Замойский стремился организовать в основанном им, в Червонной Руси, городке Замойске учреждение для высшего преподавания, ван Ромену было поручено читать в этом учреждении публичные курсы математики. Из польских учеников ван Ромена некоторую известность в науке получил Ян Брозек (Jan Brożek, латинизированное Broscius).

## Издания
- «Uranographia sive coeli descriptio» (Лёвен, 1590) — популярное изложение элементарной астрономии.
- «Ideae mathematicae pars prima, sive methodus polygonorum» (Антверпен, 1593)
- «In Archimedis circuli dimensionem expositio et analysis» (Вюрцбург, 1597)
- «Speculum astronomicum» (Лёвен, 1606)
- «Canon triangulorum sphaericorum, brevissimus simul ac facillimus» (Майнц, 1609)